# VI округ Парижа
VI округ Парижа (фр. Arrondissement du Luxembourg) — один з 20-ти адміністративних округів столиці Франції Парижа, тут, разом з 5-м округом, розташовані найстарші частини міста. Площа округу становить 215 га.

## Географічне положення
6-й округ розташований на лівому березі річки Сена. На сході він межує з 5-м, на півдні з 14-м, на півночі (протилежний берег) з 1-м і на заході з 7-м і 15-м муніципальними округами.

## Населення

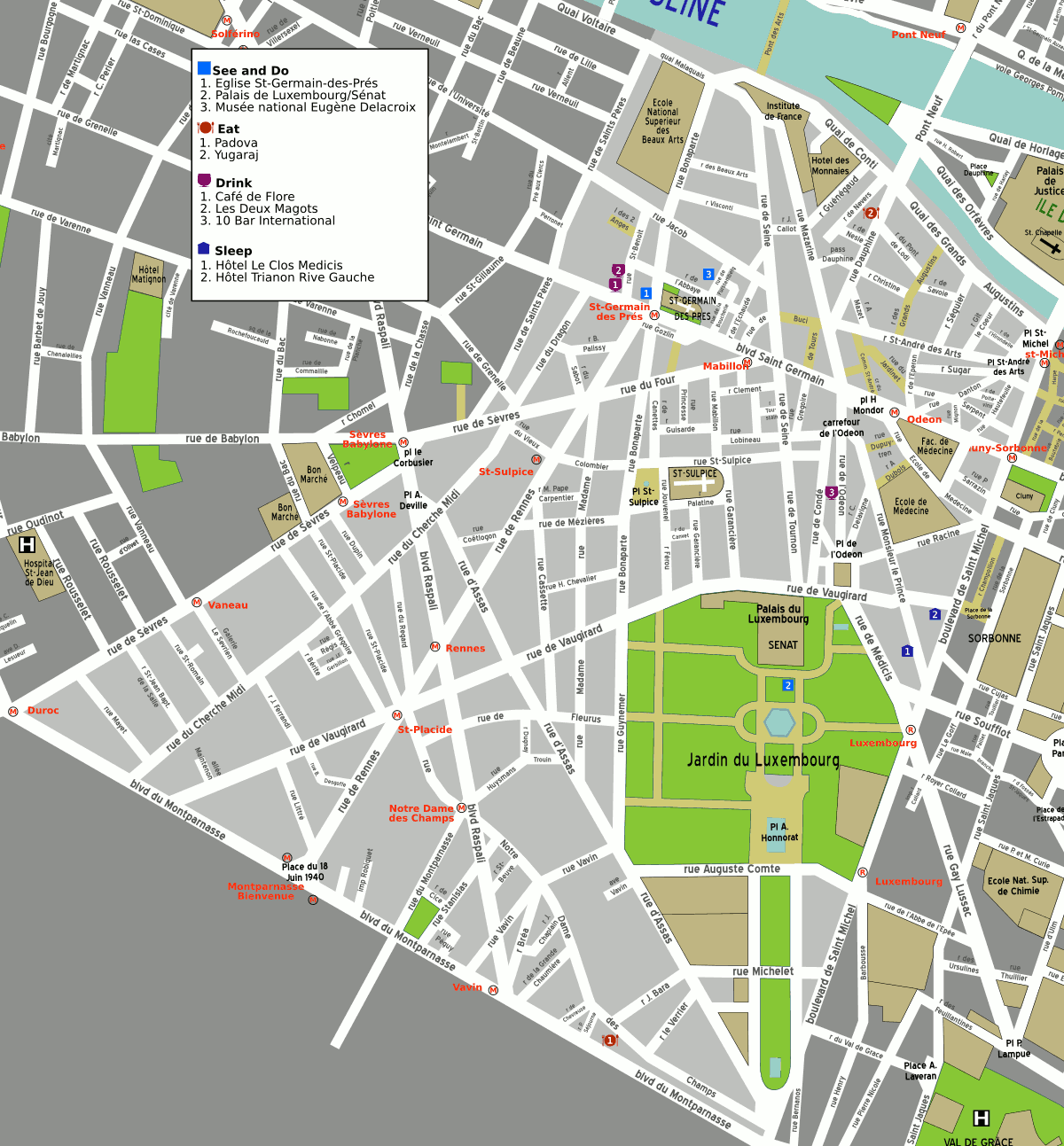
Карта 6-го округу

2005 року в 6-му окрузі проживало 45 800 осіб при щільності населення 21 303 чол/км ². Таким чином тут проживають 2,1 % паризького населення.
| Рік  | Населення | Густота населення (чол/км ²) |
| ---- | --------- | ---------------------------- |
| 1872 | 90 288    | 41 994                       |
| 1911 | 102 993   | 47 815                       |
| 1954 | 88 200    | 41 023                       |
| 1962 | 80 262    | 37 262                       |
| 1968 | 70 891    | 32 911                       |
| 1975 | 56 331    | 26 152                       |
| 1982 | 48 905    | 22 704                       |
| 1990 | 47 891    | 22 234                       |
| 1999 | 44 919    | 20 854                       |

## Квартали
До складу 6-го округу входять такі квартали (21-24) :
- Ла Монне (Quartier de la Monnaie),
- Одеон (Quartier de l' Odéon),
- Нотр-Дам-де-Шан (Quartier Notre-Dame-des-Champs),
- Сен-Жермен-де-Пре (Quartier Saint-Germain-des-Prés ).

## Органи правління
У березні 2008 року мером округу знову обрано представника консервативної партії Союз за народний рух Жана-П'єра Лекока (Jean-Pierre Lecoq).
- Адреса мерії:

Place St. Sulpice
78, Rue Bonaparte
75006 Paris

## Визначні місця

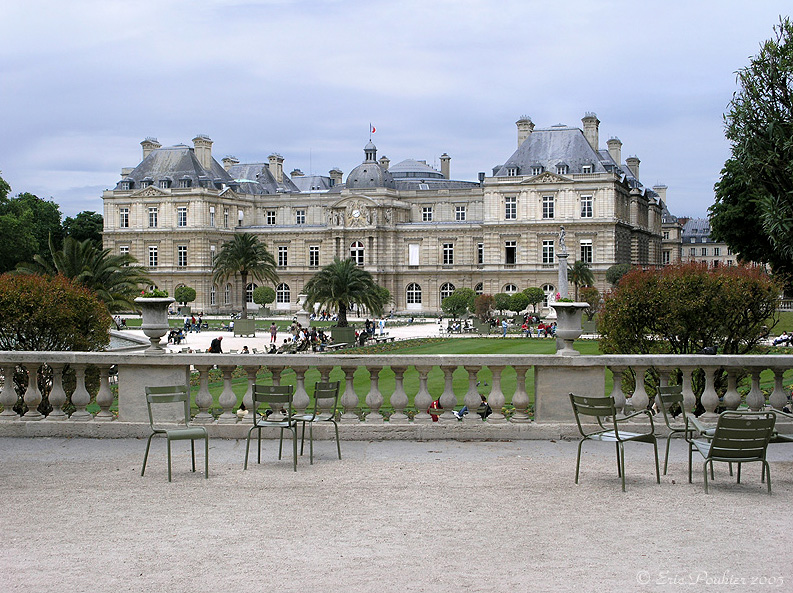
Люксембурзький палац в однойменному саду

- Церква Сен-Сюльпіс
- Абатство Сен-Жермен-де-Пре
- Люксембурзький палац
- Люксембурзький сад
- Паризький монетний двір
- Інститут Франції
- Клозері де Ліла
- Пон-Неф
- Музей Ежена Делакруа
- Музей Цадкіна
- Театр Одеон

### Вулиці, площі
- Бульвар Сен-Жермен
- Бульвар Сен-Мішель
- Бульвар Монпарнас
- Набережна Конті

## Транспорт
- Метро: лінії 4, 10, 12
- RER: лінії В, С, станція Place St. Michel

## Персоналії
- Шарль Азнавур (1924—2018) — французький шансоньє, поет, композитор, актор.